# Prunum boreale
Prunum boreale är en snäckart som först beskrevs av Addison Emery Verrill 1884.  Prunum boreale ingår i släktet Prunum och familjen Marginellidae. Inga underarter finns listade i Catalogue of Life.